# لانچیا دیلامبدا
لانچیا دیلامبدا (Lancia Dilambda) خودرویی است که در سال‌های ۱۹۲۸ تا ۱۹۳۵تولید شده‌است.
طراحی آن خودروهای موتور جلو-محور عقب بوده است.
موتور آن ۳۹۵۸ سی‌سی سیستم جعبه‌دندهٔ آن ۴ دنده به صورت دستی است.